# Gisela López
Gisela López, née en 1968 à Santa Cruz de la Sierra en Bolivie, est une journaliste et femme politique bolivienne. 
Elle est membre du Mouvement pour le socialisme, le parti d'Evo Morales, et elle devient vice-ministre des autonomies municipales et départementales de juin 2013 à février 2015. Elle est ensuite ministre de la Communication de janvier 2017 à janvier 2019.

## Biographie

### Formation
Gisela Karina López Rivas intègre en 1986 l'Université évangélique bolivienne pour étudier la communication sociale et en est diplômée.

### Journalisme
Pendant plus de dix ans, Gisela López exerce le métier de journaliste dans la presse écrite. Elle est récompensée en 2004 par le Prix national du journalisme pour son reportage Etnias en extinción (Les ethnies en extinction). L'Université évangélique bolivienne lui décerne également un prix de reconnaissance pour sa carrière en 2017.
Gisela López se lance ensuite dans le journalisme de télévision et de radio, réalisant un journalisme critique et d'investigation. Lors de la fronde des grands propriétaires en 2008 et du risque de sécession, elle explique que « La demande d'autonomie provient du secteur qui domine l'économie à Santa Cruz. Il s'agit d'entrepreneurs dont la fortune est basée sur l'exploitation de la terre et qui veulent obtenir l'administration des ressources naturelles au niveau régional. Ce sont une vingtaine de familles qui possèdent la majorité des terres et financent le comité civique ».

### Vice-ministre de l'Autonomie
Gisela López adhère au Mouvement pour le socialisme, le parti politique du président Evo Morales. La ministre de l'Autonomie, Claudia Peña Claros (es), la nomme vice-ministre le 18 juin 2013. Gisela López occupe ces fonctions de vice-ministre jusqu'au 2 février 2015, date à laquelle elle est remplacée par Emilio Rodas.

### Ministre de la Communication
Le président de la République Evo Morales nomme Gisela López ministre de la Communication le 23 janvier 2017, en remplacement de Marianela Paco. Elle exprime le 7 juin 2017 le soutien de son gouvernement et d'Evo Morales au Venezuela.
Elle reste à la tête du ministère de la Communication pendant deux ans, jusqu'à son remplacement comme ministre par Manuel Canelas (es) le 23 janvier 2019.